# الإسكان العام في أستراليا
نسبة المساكن المؤجرة من قبل هيئة الإسكان للولايات والأقاليم مقسمة جغرافياً وفقاً للإحصائيات المحلية في التعداد السكاني لعام 2011م. تقوم الوزارات في الولايات الأسترالية بتوفير المساكن العامة ضمن إطار اتفاقية المساكن العامة للولاية والكومنولث والتي يتم دعمها من قبل الحكومة الفيدرالية وحكومات الولايات. ووفقاً للتعداد السكاني لعام 2006 فقد بلغ تعداد المساكن العامة في أستراليا 304,000 مسكناً من بين العدد الإجمالي للمساكن الذي يقدر بـ 7.1 مليون مسكن. المحتويات
تعرف الأقسام الحكومية في الولايات والتي تعد المسؤولة عن تقديم المساكن العامة بأسماء مختلفة بسبب تعود لتاريخ تلك المساكن في كل الولاية؛ فمثلاً دائرة الإسكان في كل من ولايتي فيكتوريا وكوينزلاند كانت تعرف سابقاً بـ «أمانة الإسكان» في جنوب أستراليا. وتتغير هذه المسميات الرسمية وفقاً للأولوية التي توليها حكومة الولاية للإسكان العام في هيكلتها الإدارية. على سبيل المثال، عُرفَت دائرة الإسكان العام -في ثمانينيات القرن الماضي- في فكتوريا بـ (دائ (دائرة التخطيط والإسكان)، ومع مطلع التسعينيات الماضية (1990) تم إعادة البنية الإدارية في ظل حكومة كنيث وسُمّيت «مكتب الإسكان» ضمن دائرة التخطيط والتطوير، ومنذ ذلك الحين تحول الإسكان العام من كونه مجرد سكن إلى جزء من الصحة والشؤون الاجتماعية حيث أصبح الآن مكتب الإسكان ضمن قسم الخدمات الإنسانية وقد تم أوكلت إدارة بعض المساكن العامة إلى شركات غير ربحية كمتطلب إداري لاستهداف الأشخاص ذوي الاحتياجات الخاصة.

## أنواع المساكن
جرت العادة بوجود نوعين رئيسين من المساكن العامة في أستراليا وهما إما شقق في وسط المدنية في عمارات عالية أو متوسطة الارتفاع ومنازل متباعدة (تاون هاوس) وإما مساكن متلاصقة ضمن خطة سكنية واسعة في حافة ضواحي المدن آنذاك. ويوجد معظم المساكن العامة في قلب المدن في ولايتي سيدني وفكتوريا ضمن شقق في عمارات تتكون من 3-5 طوابق أو أبراج تتكون من 11-12 طابق. ومنذ نهاية التسعينيات من القرن الماضي قامت حكومة ولاية فكتوريا بإعادة تطوير العقارات الواقعة في قلب المدينة من خلال خلط المعمار العام بالمعمار الخاص. وتوجد ضواحي قليلة السكان في كل المدن الأسترالية تقريبا، وقد تم بيع بعض العقارات العامة الموجودة في المناطق قليلة السكان للمستأجرين الذين عاشوا فيها لسنوات طويلة وتم إرجاع بعض المساكن العامة لسوق العقارات الخاصة في المناطق المرتفعة الأسعار مثل منطقة بورت ملبورن في ضاحية جينتريفيد.

## لمحة تاريخية
بنيت معظم المساكن العامة في أستراليا بين عامي 1945 (عندما وقعت أول اتفاقية للإسكان العام للحكومة والكومنولث وعام 1980 وإن كانت الحكومة في العقود الأخيرة لم تعد راغبة في بناء وتوفير المساكن للعامة. والجدير بالذكر أن معظم برامج الإسكان العام أنشئت أصلاً لتوطين الجنود العائدين من الحرب العالمية الثانية وعائلاتهم الجديدة في فترة عانى قطاع السكن من نقص مستمر على امتداد أستراليا. وقد استهدف بناء العمارات المرتفعة في مدينتي ملبورن وسيدني خلال خمسينيات وستينيات القرن الماضي تحسين الحالة المعيشية للمواطنين القاطنين في الضواحي الداخلية ممن يعيشون في منازل دون المستوى المطلوب. وقد شهد برنامج المساكن العامة انخفاضاً هائلاً خلال السبعينيات الماضية مع تزايد رفض المجتمع المحلي للعقارات العالية في وسط المدنية، إضافة إلى ردة فعل المجتمع غير المتقبل للمساكن شديدة الارتفاع في قلب المدينة بسبب كونها محاطة من كل الجوانب ومفصولة تماما عن المحيط الاجتماعي والاقتصادي. ومنذ الثمانينيات إلى اليوم فقد بات التركيز على المشاريع الصغيرة الأخرى وشراء مساكن مما هو متوفر في المواقع المناسبة.

## الإسكان الاجتماعي في السنوات الأخيرة
عمل مقدمو الإسكان الاجتماعي الذين لا يسعون للربح على تحسين دورهم الرائد في مجال تقديم الإسكان بأسعار في متناول اليد للمستأجرين المؤهلين. قد يكون مقدمو خدمة الإسكان الاجتماعي مؤسسات خيرية أو منظمات مثل شركة (برزبين للإسكان) وهي شركة غير ربحية تديرها حكومة كوينزلاند وبلدية مدينة برزبين، ومما لا شك فيه أن التعاون بين دوائر الإسكان في الحكومة ومقدمي الإسكان الاجتماعي في تزايد، ففي مدينة كوينزلاند -مثلاً- يكون المستأجرون المؤهلون مستقبلاً لمنحة السكن على قائمة الانتظار في كل من الإسكان العام والإسكان الاجتماعي في الوقت نفسه. 

## الإسكان العام اليوم
بشكل عام فإن الحكومات تدرك أن الإسكان العام في أستراليا اليوم هو بمثابة مسكن رفاهية لذوي الدخل المحدود ومستفيدي الضمان الاجتماعي والمحتاجين للدعم كالمسنين والمعاقين.

### الضواحي التي يوجد فيها الإسكان العام
سُجّلت بعض ضواحي المدن الأسترالية التي يوجد بها نسبة عالية من المساكن العامة بنسبة إشغال لا تقل عن 15٪ على أنها ضواحٍ تم استئجارها من قبل السلطات المعنية بالمساكن العامة بحسب التعداد السكاني عام2006م